# Albert Chevallier Tayler

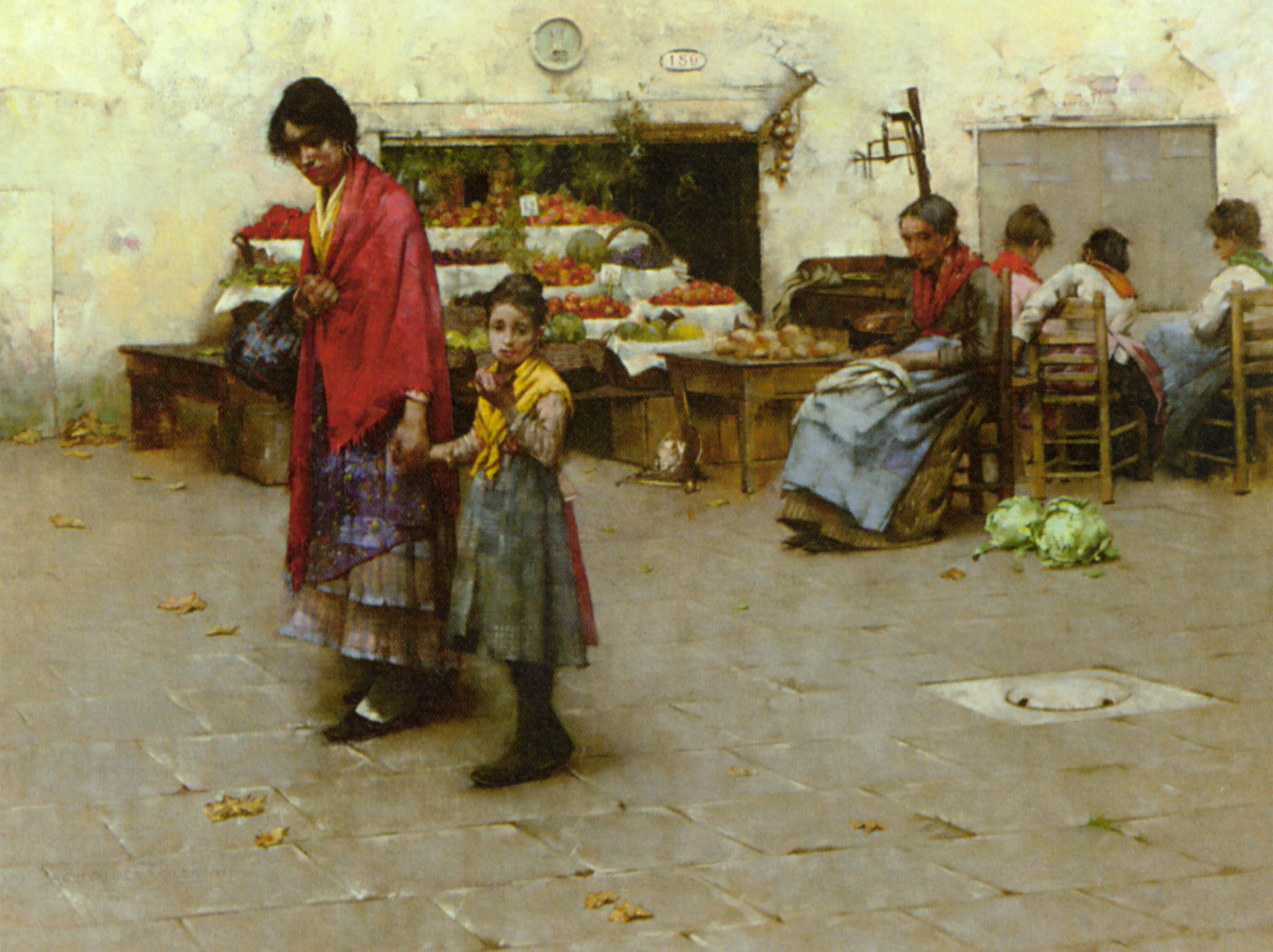
A day at the market, 1887

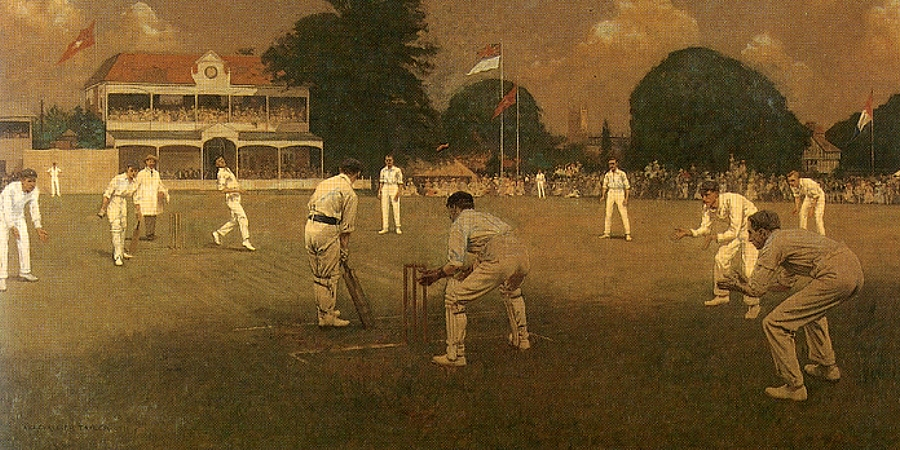
Kent vs Lancashire, 1906

Albert Chevallier Tayler (ur. 5 kwietnia 1862 w Leytonstone, Essex  – zm. 20 grudnia 1925 w Londynie) – angielski malarz, przejściowo związany Newlyn School.
Mając 17 lat otrzymał stypendium do Slade School, studiował w Londynie a następnie w Paryżu. Po ukończeniu edukacji w 1884 przeniósł się do Newlyn, gdzie na blisko dwanaście lat osiadł w tamtejszej kolonii artystycznej. Malował w tym czasie obrazy, których tematem było życie lokalnej społeczności rybackiej w Newlyn. W 1895 powrócił do Londynu, by całkowicie zmienić styl. Tworzył portrety, sceny rodzajowe i historyczne, malował graczy w krykieta. W 1910 roku stał się pełnoprawnym członkiem Royal Academy, gdzie wystawił w sumie 49 obrazów, był także sekretarzem honorowym Royal British Colonial Society of Artists.